# Северная легенда
«Северная легенда» (исл. Útlaginn — Изгнанник) — фильм исландского режиссёра Агуста Гудмундссона, снятый в 1981 году.

## Сюжет
Фильм снят на основе исторического источника — «Саги о Гисли, сыне Кислого» (XIII век). События, описанные в саге, происходили ещё до принятия христианства в Исландии (по мнению большинства исследователей, в 962—978 годы). Это история Гисли, который был объявлен вне закона и стал изгнанником в собственной стране.

## В ролях
- Хельги Скуласон
- Тинна Гюднлёйгсдоттир

## Съёмочный процесс
Во время съёмок фильма режиссёр консультировался с археологами и учёл их мнение. В результате обстановка в фильме приближена к исторической реальности.